# Dąbrowica (powiat dąbrowski)
Dąbrowica – wieś w Polsce, położona w województwie małopolskim, w powiecie dąbrowskim, w gminie Szczucin.
W latach 1954–1960 wieś należała i była siedzibą władz gromady Dąbrowica, po jej zniesieniu w gromadzie Szczucin. W latach 1975–1998 miejscowość należała administracyjnie do województwa tarnowskiego.
| SIMC    | Nazwa     | Rodzaj    |
| ------- | --------- | --------- |
| 0830635 | Hannów    | część wsi |
| 0830641 | Królówka  | część wsi |
| 0830658 | Ługi      | część wsi |
| 1048977 | Niwoć     | część wsi |
| 0830664 | Podebreń  | część wsi |
| 0830670 | Ruszkowa  | część wsi |
| 1049103 | Zawadówka | część wsi |
| 0830687 | Zielona   | część wsi |

W Dąbrowicy znajduje się Środowiskowy Dom Samopomocy, który udziela dziennego wsparcia osobom z zaburzeniami psychicznymi.
Z Dąbrowicy pochodzi także ks. Roman Twaróg, proboszcz katedry pw. Świętych Apostołów Piotra i Pawła w Kamieńcu Podolskim, opiekun polskich zabytków na Kresach Wschodnich.
Tutaj także urodził się Wojciech Zawada, polski poeta ludowy.